# Детелин войвода
Детелин войвода е хайдутин, роден в град Копривщица, а причината да стане бунтовник е, че турски бей му откраднал хубавата годеница. Отмъщавал заедно с другаря му Дончо Ватаха, но Детелин бил хванат и убит в Пловдив. На неговото име са наречени големите скали под връх Богдан – „Детелинова грамада“.
Четата на Детелин е сформирана през 1828 г. неизвестно къде, със задача разузнаване и водене на бойни акции за да бъде в помощ на руската армия при преминаването и през Балкана. Детелин войвода 1804 – 1813 година участва в отряда на Хайдут Велко в Сръбското въстание. След руско-турската война от 1828 – 1829 г. пак е върлувал с хайдушка дружина. През 1839 г. бил заловен от турците и побит жив на кол.

## Биография според съвременни изследвания
В свое изследване краеведа Светлана Мухова утвърждава, че Копривщица и околностите и са един от най-важните Средногорски хайдушки центрове. Според нея повечето от биографиите на споменаваните прочути копривщенски хайдути почиват и са само имена, достигнали до съвременността, въпреки оскъдната изворова база от различни легенди и предания. Тези сказания са издирени и съхранени от местни музейни работници и други краеведи. Събирани доста време те почиват на думите на стари хора, предаващи паметта на своите предшественици.
Имената на войводите от Копривщица съставляват доста обширен списък: хайдут Груйо, Мангър войвода (вероятно Вельо Мангъра), Матея Лудов, Тодор и Ненчо Зладелиеви, Ангел и Лефтер войводи.
Биографията на Детелин войвода е тясно свързана с тази на Дончо Ватах войвода. За родно място на последния са спрягани, както Копривщица, така и село Кладница.

## Повестта наЛюбен Каравелов„Дончо“
Повестта „Дончо“ е опит за биография на Дончо Ватаха, в която се говори и за негвия боен другар Детелин. На едно място в нея Каравелов пише, че похищението на Станка, сестрата на Дончо е било по времето, когато Детелин е в бой с турците „заедно с Кара Георгия и хайдук Велка“, т.е. в годините 1804 – 1813 на въстанието в Сърбия. От друга страна опитът за освобождаване на потурчената Станка Каравелов сочи да е бил през 1839 г. в спомени споделени от войводата със знаменосеца му Петко, направени през 1859 г. Тук, в тези спомени Детелин бил казал, че това станало преди 19 години – значи 1840 година.
Мемоарната книга на Панайот Хитов „Моето пътуване по Стара Планина и животът на някои стари и нови хайдути“ с първо издание излязло през април 1873 г. в Букурещ е под редакцията на Любен Каравелов. Установено е, че в оригиналът на записките на главния български войвода, писани през 1868 или 1869 г. липсва цялата част, отнасяща се за Дончо Ватаха. Александър Бурмов смята, че освен стилистична корекция на текста Каравеловите поправки на текста внасят повече чувства и топлина.
Тези липсващи „лирични отклонения“ и свежи природни сцени, привнесени в биографията на Хитов, навеждат на мисълта, че писаното в повестта „Дончо“ отнасящо се за Детелин войвода, и въобще съществуването му е художествена измислица на поетичния Каравелов. Наименованието на местността „Детелинова грамада“ е по-късно определено, поради липсата на такова име „Детелин“ сред копривщенци. Като се има в предвид, че за годината на смъртта на Дончо войвода липсват други източници, а няма такива и за Детелин, това наистина прави от него легендарен войвода.

## Други
На Детелин войвода е наречена улица в квартал „Подуяне“ в София (Карта).